# مایکل بلک
مایکل بلک (انگلیسی: Michael Black؛ زادهٔ ۶ اکتبر ۱۹۷۶) ورزشکار فوتبال اهل بریتانیا است.
از باشگاه‌هایی که در آن بازی کرده‌است می‌توان به باشگاه فوتبال آرسنال، باشگاه فوتبال بیلریکای، و باشگاه فوتبال ترانمره راورز، باشگاه فوتبال برنتفورد، باشگاه فوتبال میلوال، باشگاه فوتبال ساوتند یونایتد، باشگاه فوتبال ساوتند یونایتد، باشگاه فوتبال بیشاپس استورتفورد، باشگاه فوتبال چزنت، باشگاه فوتبال بورم‌وود، باشگاه فوتبال اینفیلد تاون، باشگاه فوتبال پوترز بار تاون، باشگاه فوتبال بیلریکای، و باشگاه فوتبال تیلبوری اشاره کرد.
وی همچنین در تیم ملی فوتبال زیر ۱۵ سال انگلیس بازی کرده‌است.